# Basileuterus belli
Basileuterus belli là một loài chim trong họ Parulidae.